# 秋殿南古墳
秋殿南古墳（あきどのみなみこふん、秋殿古墳）は、奈良県桜井市浅古（あさご）にある古墳。形状は方墳。史跡指定はされていない。

## 概要
奈良盆地南部、鳥見山から南に派生する尾根の南端部において、尾根斜面を掘り込んで築造された古墳である。これまでに測量調査が実施されているが、発掘調査は実施されていない。
墳形は方形（截頭方錐形）で、一辺約26メートルを測る。墳丘外表で葺石・埴輪は認められていない。埋葬施設は両袖式の横穴式石室で、南方向に開口する。石室全長11.2メートル（または13.7メートル）を測る大型石室であり、石材には花崗岩の巨石が使用される。副葬品は詳らかでない。
築造時期は、古墳時代終末期の7世紀前半（または7世紀初頭）頃と推定される。同一尾根上では秋殿北古墳が所在するが、鳥見山では尾根単位の各古墳群で独自性が見られることから、墓域を考察するうえで注目される。

## 埋葬施設

石室俯瞰図

石室展開図

埋葬施設としては両袖式横穴式石室が構築されており、南方向に開口する。石室の規模は次の通り。
- 石室全長：11.2メートル（天井石先端部まで）または13.7メートル（推定羨道側壁先端部まで）
- 玄室：長さ4.48メートル、幅2.26メートル、高さ2.4メートル
- 羨道：幅1.7メートル

石室には花崗岩の巨石の切石に近いものが使用される。壁面は玄室では2段積み、羨道では1段積み（西壁4個・東壁3個）である。また天井石は玄室で2石、羨道で4石から構成される。
石室の形態としては岩屋山古墳（明日香村）と同様の特徴を有しており、「岩屋山式石室」と捉えられるが、やや先行すると位置づけられる。また塚本古墳・打上古墳（いずれも明日香村）の石室とはほぼ同一設計になると見られる。

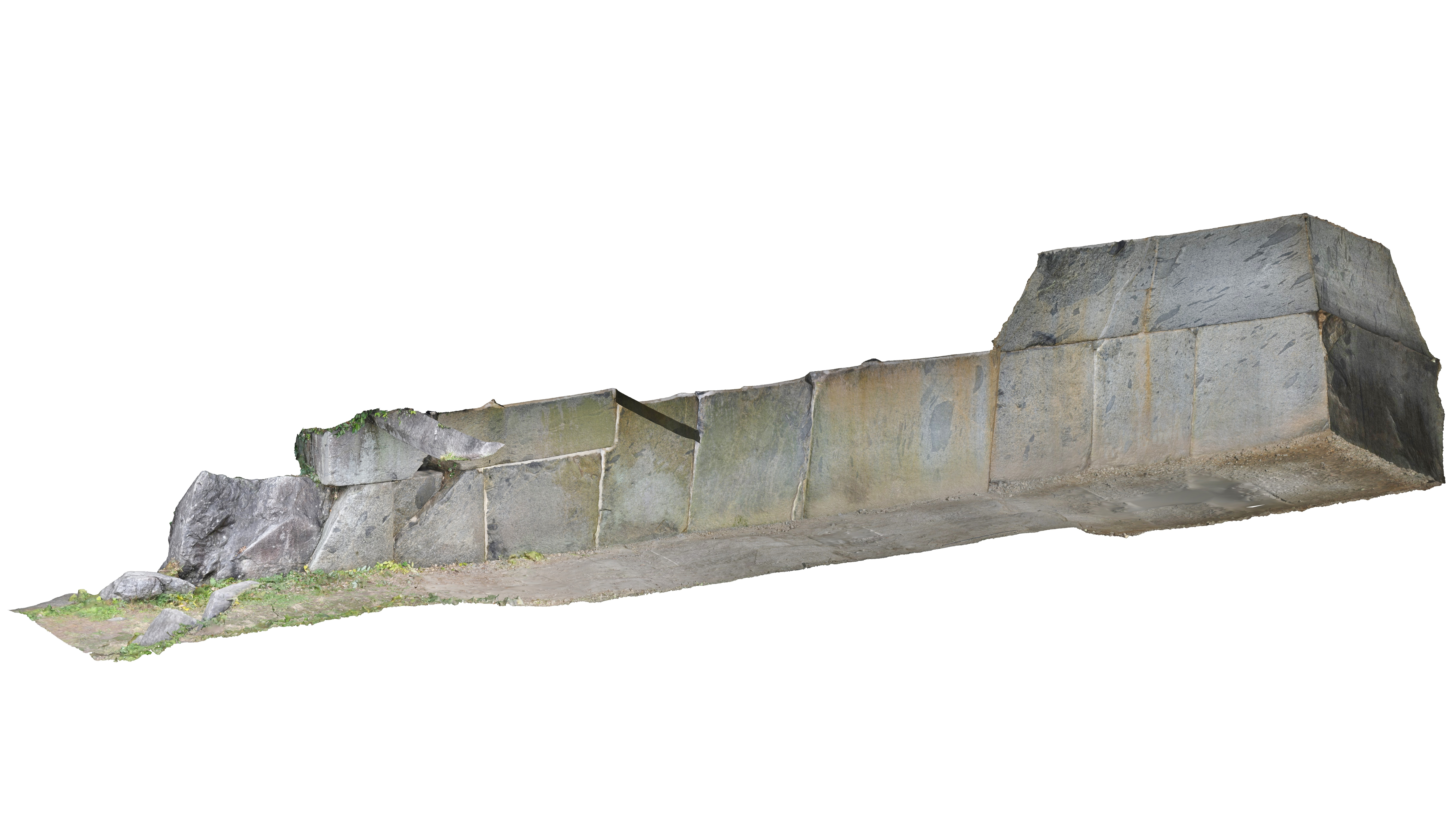
参考：岩屋山古墳石室
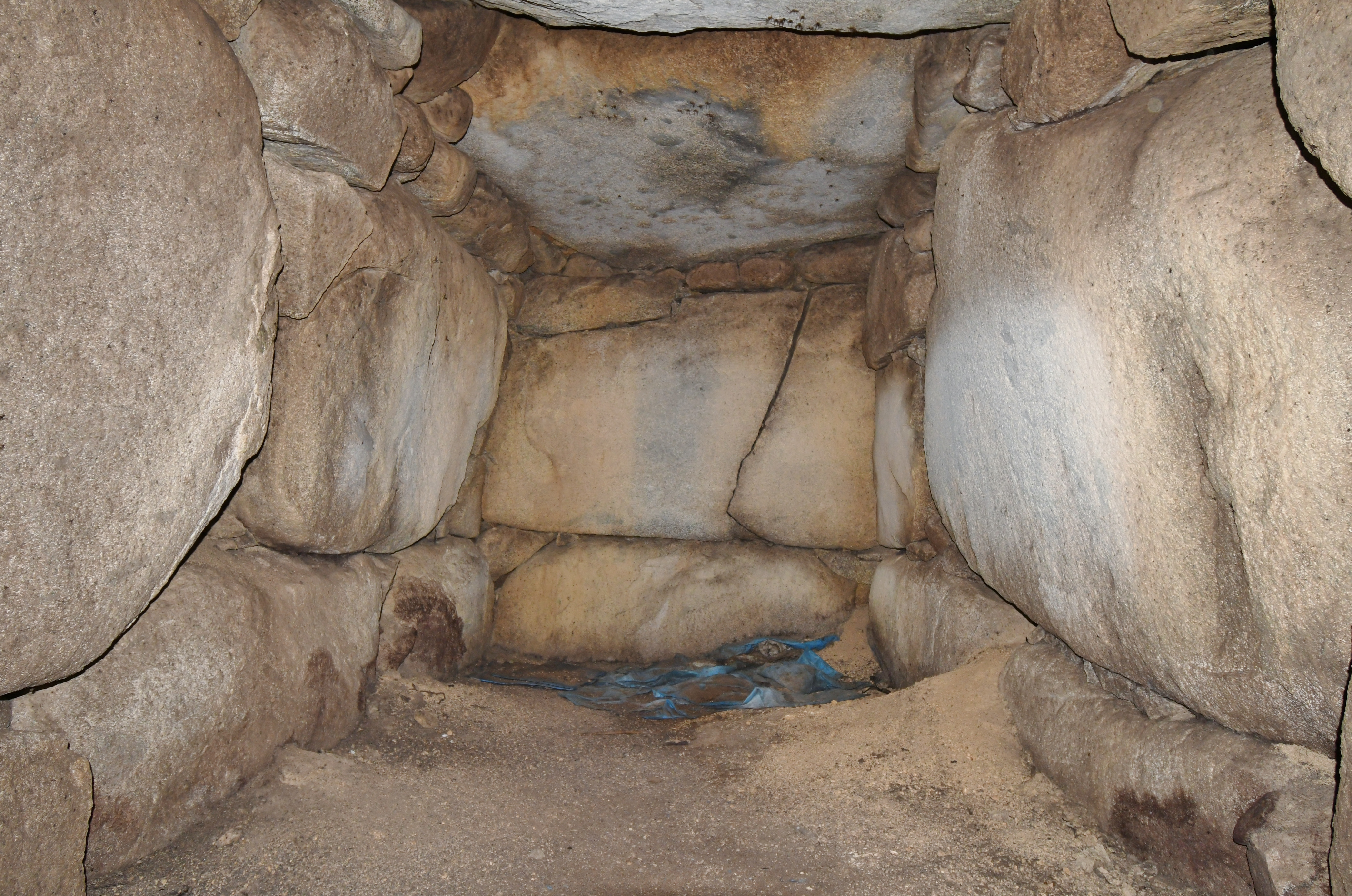
玄室（奥壁方向）
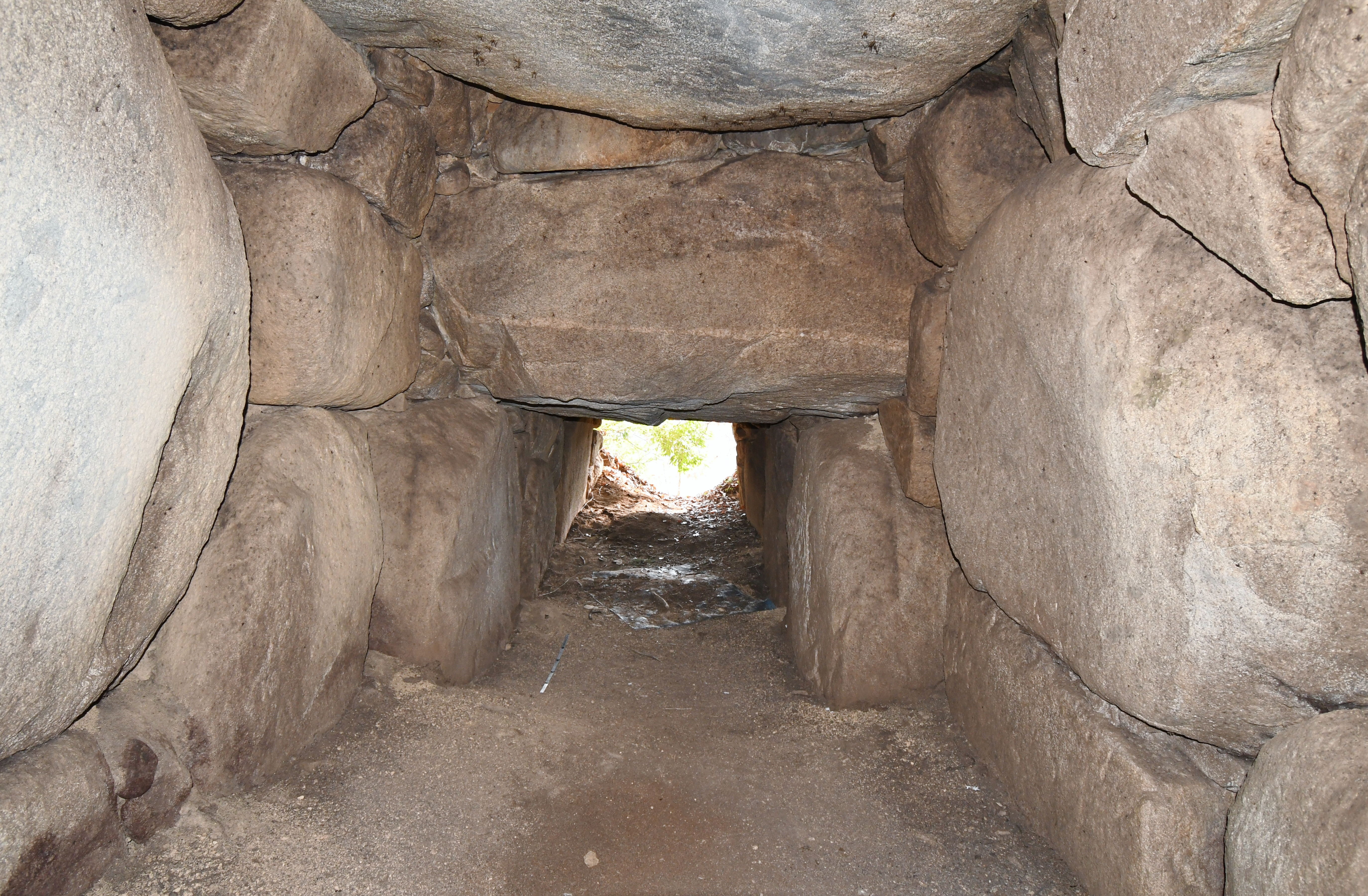
玄室（開口部方向）
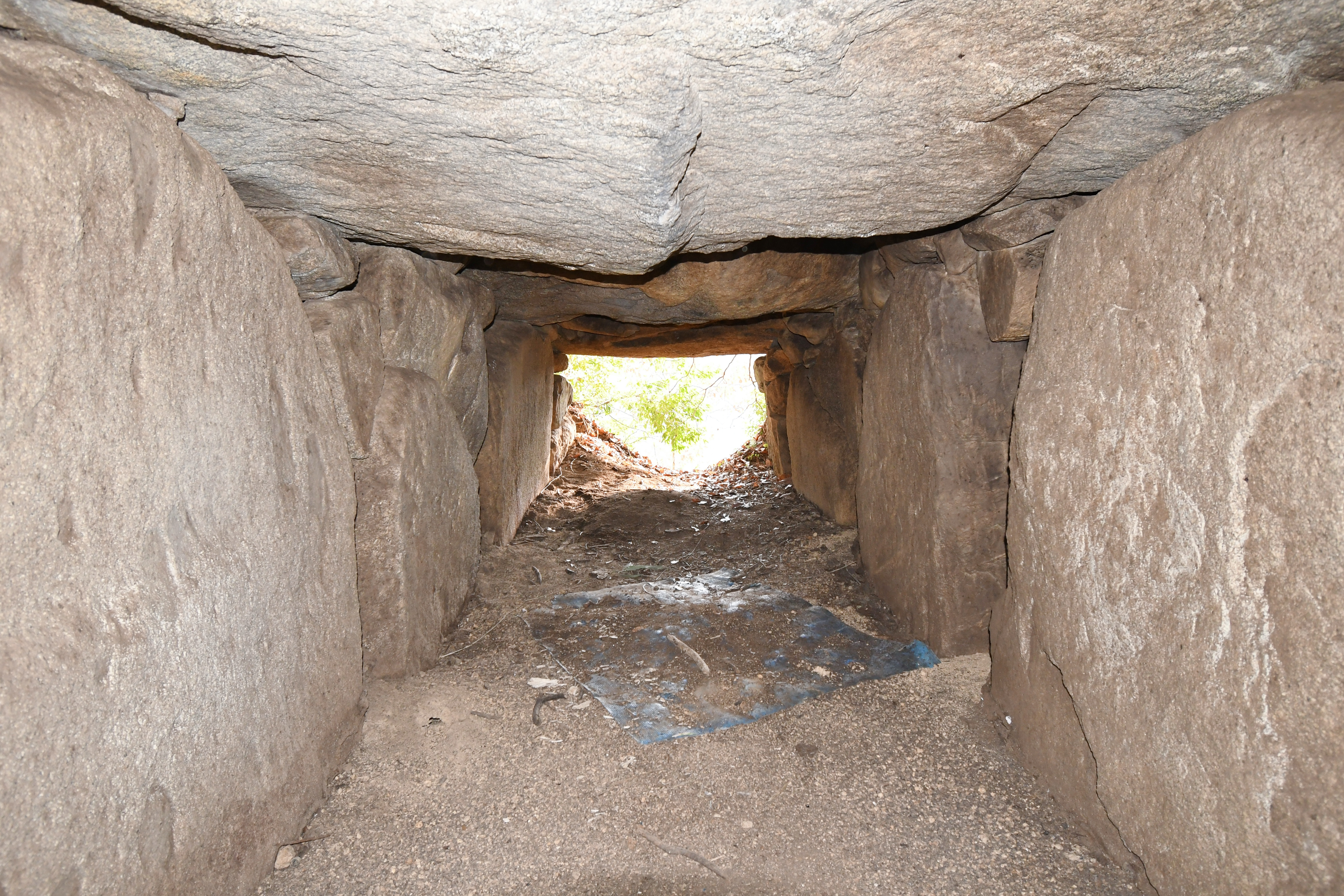
羨道（開口部方向）
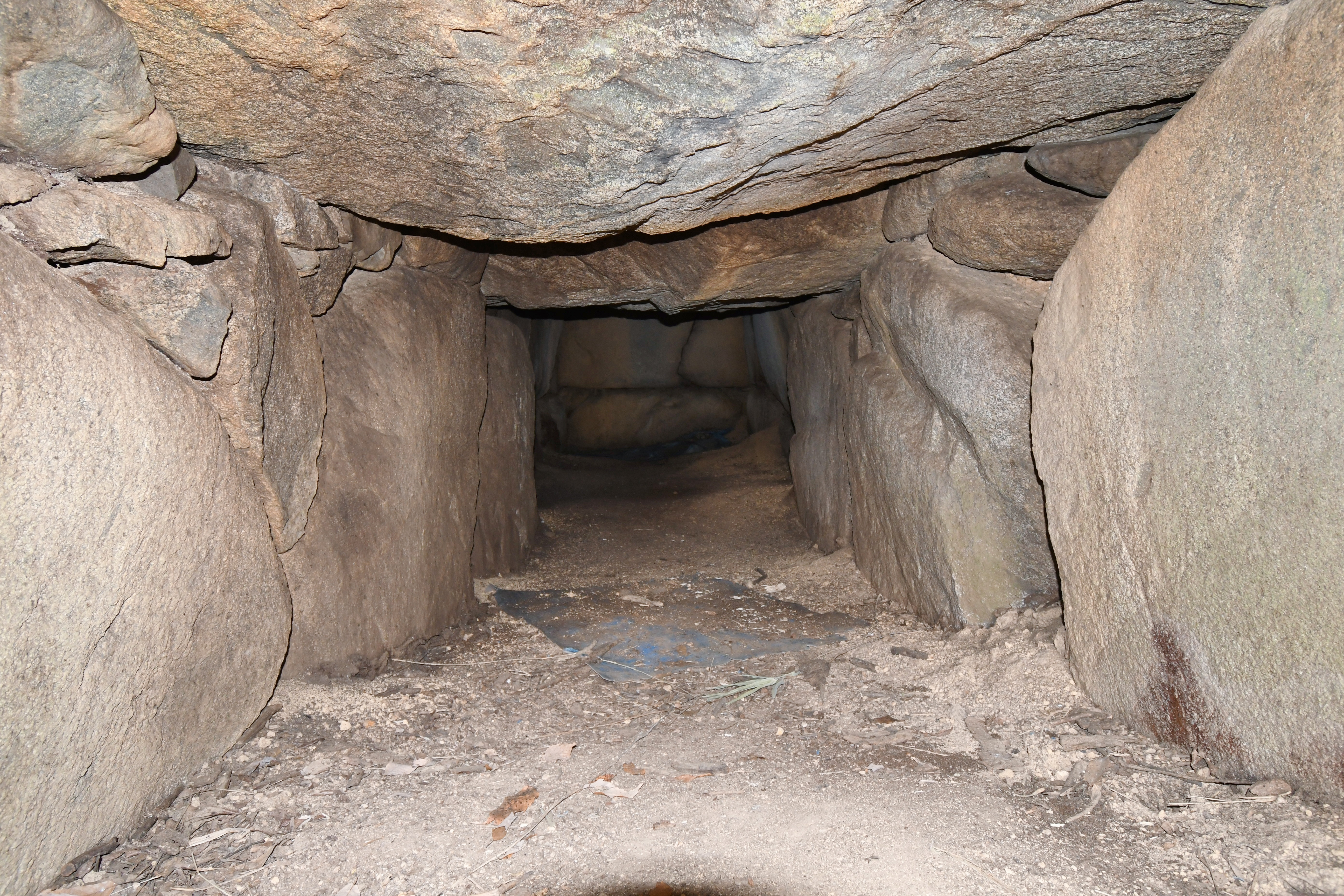
羨道（玄室方向）
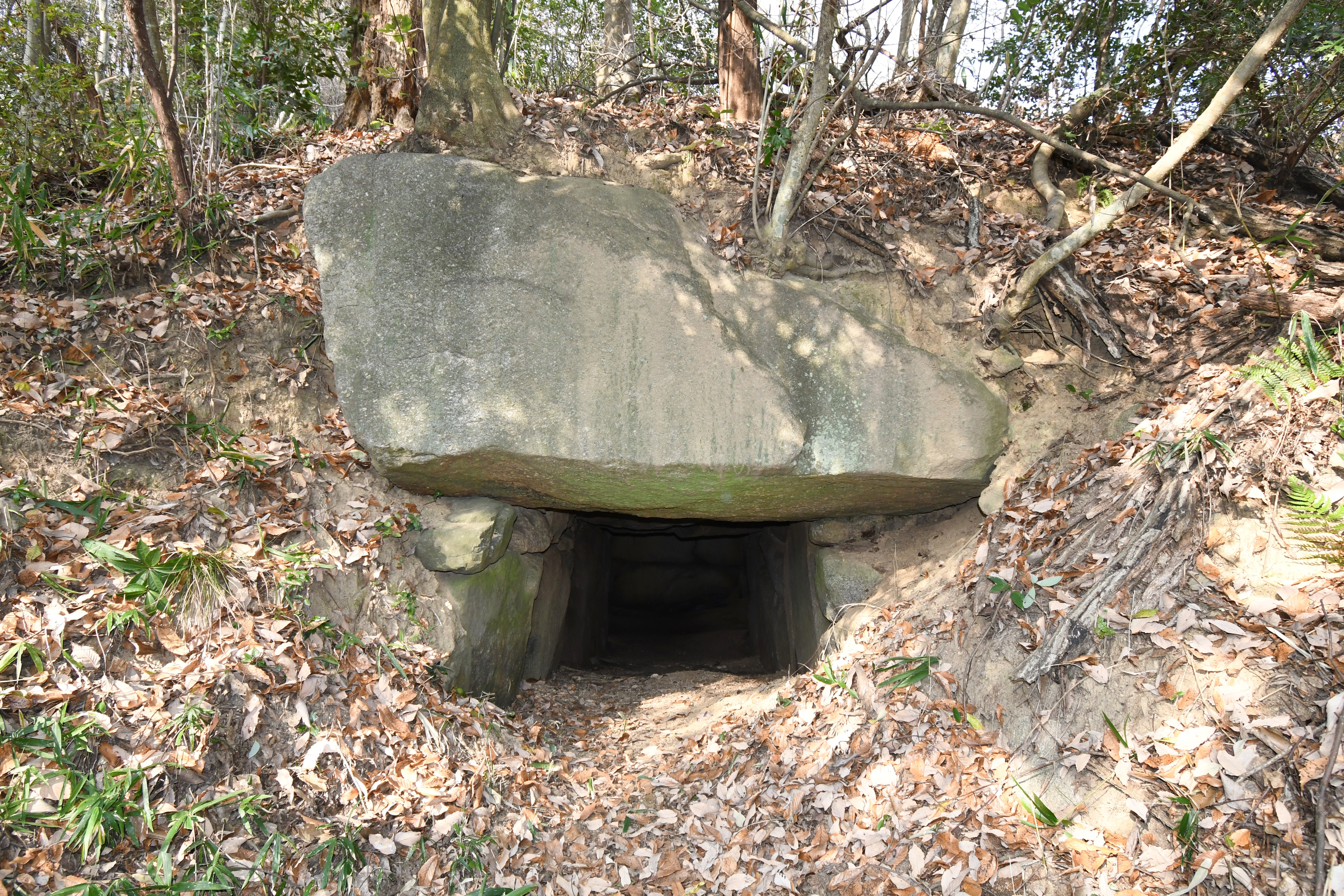
開口部